# Kirsikka Saari
Kirsikka Saari (Helsinque, 6 de dezembro de 1973) é um cineasta finlandês. Como reconhecimento, foi nomeado ao Oscar 2014 na categoria de Melhor Curta-metragem por Pitääkö mun kaikki hoitaa?.